# Pierre Conner
Pierre Euclide Conner Jr. (* 27. Juni 1932 in Houston, Texas; † 3. Februar 2018 in New Orleans, Louisiana) war ein US-amerikanischer Mathematiker, der sich mit algebraischer Topologie und Differentialtopologie (insbesondere Kobordismentheorie) beschäftigte.

## Leben und Werk
Conner wurde 1955 an der Princeton University bei Donald Spencer promoviert (The Greens and Neumanns Problems for Differential Forms on Riemannian Manifolds). Als Postdoc war er 1955 bis 1957 (und nochmals 1961/62) am Institute for Advanced Study. Er war ab den 1960er Jahren Professor an der University of Virginia, wo er eng mit seinem Kollegen Edwin E. Floyd zusammenarbeitete, und ab Mitte der 1970er Jahre an der Louisiana State University. Er war Fellow der American Mathematical Society (AMS) und ab 1960 Sloan Research Fellow.
Conner-Floyd-Isomorphismen und Conner-Floyd-Chern-Klassen sind nach ihm und Floyd benannt.

## Schriften (Auswahl)
Alleinige Autorenschaft:
- Seminar on periodic maps (Lecture notes in mathematics; BD. 46). Springer, Berlin 1966.
- Lecture on the action of a finite group (Lecture notes in mathematics; Bd. 73). Springer, Berlin 1968.
- The Neumann's problem for differential forms on Riemannian manifolds (Memoirs of the AMS; Bd. 20). AMS, Providence, R.I. 1961.

Zusammen mit Edwin E. Floyd:
- Differential periodic maps. In: Bulletin AMS, Bd. 68 (1962), S. 76ff ISSN 0002-9904
  -  Differentiable periodic maps (Ergebnisse der Mathematik und ihrer Grenzgebiete/N.F.; Bd. 33). 2. Aufl. Springer, Berlin 1979.
- The relation of cobordism to K-theories (Lecture notes in Mathematics; Bd. 28). Springer, Berlin 1966.